# Salts al Campionat del Món de natació de 2011
La competició de salts al Campionat del Món de natació de 2011 es realitzà al Shanghai Oriental Sports Center de la ciutat de Xangai (República Popular de la Xina) entre els dies 16 i 24 de juliol.

## Proves
Es realitzaren cinc proves, separades en competició masculina i competició femenina:
- trampolí 1 m
- trampolí 3 m
- plataforma 10 m
- trampolí sincronitzat 3 m
- plataforma sincronitzada 10 m

## Resum de medalles

### Categoria masculina
| Event                          | Or                                  | Or     | Plata                                   | Plata  | Bronze                                           | Bronze |
| trampolí 1 m.                  | Li Shixin (CHN)                     | 463.90 | He Min (CHN)                            | 444.00 | Pavlo Rozenberg (GER)                            | 436.50 |
| trampolí 3 m.                  | He Chong (CHN)                      | 554.30 | Ilya Zakharov (RUS)                     | 508.95 | Evgeny Kuznetsov (RUS)                           | 493.55 |
| plataforma 10 m.               | Qiu Bo (CHN)                        | 585.45 | David Boudia (USA)                      | 544.25 | Sascha Klein (GER)                               | 534.50 |
|                                |                                     |        |                                         |        |                                                  |        |
| trampolí 3 m. sincronitzat     | R.P. de la XinaQin Kai · Luo Yutong | 463.98 | RússiaIlya Zakharov · Evgeny Kuznetsov  | 451.89 | MèxicYahel Castillo · Julián Sánchez             | 437.61 |
| plataforma 10 m. sincronitzada | R.P. de la XinaQiu Bo · Huo Liang   | 480.03 | AlemanyaPatrick Hausding · Sascha Klein | 443.01 | UcraïnaOleksandr Gorshkovozov · Oleksandr Bondar | 435.36 |

### Categoria femenina
| Event                          | Or                                    | Or     | Plata                                 | Plata  | Bronze                                      | Bronze |
| trampolí 1 m.                  | Shi Tingmao (CHN)                     | 318.65 | Wang Han (CHN)                        | 310.20 | Tania Cagnotto (ITA)                        | 295.45 |
| trampolí 3 m.                  | Wu Minxia (CHN)                       | 380.85 | He Zi (CHN)                           | 379.15 | Jennifer Abel (CAN)                         | 365.10 |
| plataforma 10 m.               | Chen Ruolin (CHN)                     | 405.30 | Hu Yadan (CHN)                        | 394.00 | Paola Espinosa (MEX)                        | 377.15 |
|                                |                                       |        |                                       |        |                                             |        |
| trampolí 3 m. sincronitzat     | R.P. de la XinaWu Minxia · He Zi      | 356.40 | CanadàÉmilie Heymans · Jennifer Abel  | 313.50 | AustràliaAnabelle Smith · Sharleen Stratton | 306.90 |
| plataforma 10 m. sincronitzada | R.P. de la XinaWang Hao · Chen Ruolin | 362.58 | AustràliaAlexandra Croak · Melissa Wu | 325.92 | AlemanyaChristin Steuer · Nora Subschinski  | 316.29 |

## Medaller
| Posició | País            | Or | Plata | Bronze | Total |
| 1       | R.P. de la Xina | 10 | 4     | 0      | 14    |
| 2       | Rússia          | 0  | 2     | 1      | 3     |
| 3       | Alemanya        | 0  | 1     | 3      | 4     |
| 4       | Austràlia       | 0  | 1     | 1      | 2     |
| 4       | Canadà          | 0  | 1     | 1      | 2     |
| 6       | Estats Units    | 0  | 1     | 0      | 1     |
| 7       | Mèxic           | 0  | 0     | 2      | 2     |
| 8       | Itàlia          | 0  | 0     | 1      | 1     |
| 8       | Ucraïna         | 0  | 0     | 1      | 1     |
| Total   | Total           | 10 | 10    | 10     | 30    |